# STS-78
STS-78 est la vingtième mission de la navette spatiale Columbia.

## Équipage
- Commandant : Terence T. Henricks (4)  États-Unis
- Pilote : Kevin R. Kregel (2)  États-Unis
- Spécialiste de mission : Susan J. Helms (3)  États-Unis
- Spécialiste de mission : Richard M. Linnehan (1)  États-Unis
- Spécialiste de mission : Charles E. Brady, Jr. (1)  États-Unis
- Spécialiste de la charge utile : Jean-Jacques Favier (1)  France, du CNES
- Spécialiste de la charge utile : Robert Brent Thirsk (1)  Canada

Équipage de réserve:
- Spécialiste de la charge utile : Pedro Duque (0)  Espagne, de l'ESA
- Spécialiste de la charge utile : Luca Urbani (en) (0)  Italie, de l'ASI

Le chiffre entre parenthèses indique le nombre de vols spatiaux effectués par l'astronaute au moment de la mission.

## Paramètres de la mission
- Masse :
  - Navette au décollage : ? kg
  - Navette à vide : ? kg
  - Chargement : 9 649 kg
- Périgée : 246 km
- Apogée : 261 km
- Inclinaison : 39,0°
- Période : 89,6 min

## Objectifs
L'objectif de la mission STS-78 est d'utiliser le module Spacelab.

## Autour de la mission
Trois jours avant le décollage de la navette spatiale Columbia, la flamme olympique des jeux d’Atlanta est remise à l’équipage. La flamme volera 16 jours au côté de l’équipage. Au retour de la mission Terence T. Hendricks et Kevin R. Kregel transmettent la flamme et deviennent les premiers relayeurs de l’espace.